# Runaway Bride
Runaway Bride är en amerikansk romantisk komedi från 1999 med Julia Roberts och Richard Gere i huvudrollerna.

## Handling
Storstadsjournalisten Ike Graham i New York har skrivit en ganska lögnaktig historia om Maggie Carpenter, en kvinna som har sagt nej vid altaret några gånger. Hans chef ger honom sparken och Ike söker upp Maggie i hennes lilla stad i Maryland, där Maggie ska gifta sig för fjärde gången, för att ta reda på sanningen och på så vis få tillbaka jobbet.

## Om filmen
Runaway Bride regisserades av Garry Marshall. Filmen hade Sverigepremiär den 3 september 1999.

## Rollista (i urval)
| Julia Roberts      | – Maggie Carpenter      |
| Richard Gere       | – Ike Graham            |
| Joan Cusack        | – Peggy Flemming        |
| Héctor Elizondo    | – Fisher                |
| Rita Wilson        | – Ellie Graham          |
| Paul Dooley        | – Walter Carpenter      |
| Christopher Meloni | – Bob Kelly, tränare    |
| Donal Logue        | – Brian Norris, präst   |
| Sela Ward          | – vacker kvinna i baren |